# Dionisio Aguado

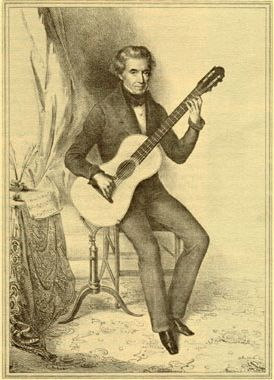
Dionisio Aguado mit dem von ihm erfundenen „Tripodium“ (Lithografie, Madrid 1843)

Dionisio Aguado y García (* 8. April 1784 in Madrid; † 29. Dezember 1849 ebenda) war ein spanischer Gitarrist und Komponist sowie Verfasser eines seinerzeit bedeutenden Lehrwerkes für die Gitarre.

## Leben
Dionisio Aguado erhielt Musikunterricht bei dem Zisterziensermönch Pater Basilio, der mit bürgerlichem Namen Miguel García hieß (und wohl auch mit Manuel del Pópulo Vicente García verwechselt wurde). Nachdem Aguado sich auf seinem Landgut in Fuenlabrada in der Nähe von Aranjuez niedergelassen hatte, widmete er sich ganz der Gitarre.
1826 ging er nach Paris, wo er unterrichtete und viele Konzerte gab. Bald schon war er der Liebling der Salons und der Konzertsäle. Hier begegnete er auch dem großen Zeitgenossen Fernando Sor (1778–1839), mit dem ihn dann eine lebenslange Freundschaft verband. Ihm widmete Aguado aus Freundschaft seine Komposition Les deux amis für zwei Gitarren, mit der die beiden als Gitarren-Duo auftraten.
Aguado kehrte 1838 aus Paris zurück und wirkte dann als Lehrer in Madrid.

## Die neuen Techniken
Im späten 18. Jahrhundert wurde die Barockgitarre mit ihren 5 Doppelchören (10 Saiten) von der sechssaitigen Gitarre abgelöst. Diese hatte die bis heute gültige Stimmung: E A d g h e'. Aguado, der 1825 mit Escuela de Guitarra in Madrid die umfangreichste Gitarrenschule seiner Zeit herausgebracht hatte, entwickelte in Paris nun nach grundlegenden Studien seine „Nuevo Método para guitarra“ (Madrid 1843), um die neuen und alten Gitarristen mit der völlig neuen Gitarrentechnik vertraut zu machen. Er komponierte dazu kleine, sehr ansprechende musikalische Stücke und durchdachte Etüden, die teilweise durch einen entsprechenden Text erläutert wurden.
Aguado setzte sich in seinem Lehrwerk auch als erster für den Nagelanschlag ein. Er wurde damit zum Wegbereiter dieser Anschlagform. Bis dahin waren die prominenten Gitarrenvirtuosen in zwei Lager gespalten: Hier Dionisio Aguado, Mauro Giuliani (1781–1829), Ferdinando Carulli (1770–1841) und später Heinrich Albert (1914 in Moderner Lehrgang des Gitarrespiels) als Vertreter des Nagelanschlages, und dort Fernando Sor, Matteo Carcassi (1792–1853) und Antoine Meissonnier (1783–1857), die diese neue Methode verachteten und auf den Kuppenanschlag schworen, ebenso wie Heinrich Scherrer 1911 in seinem Lehrwerk Die Kunst des Gitarrespiels. Aguado verteidigte seine Anschlagtechnik mit Nägeln in seinem Lehrwerk:
„Wir können entweder mit den Nägeln oder mit den Fingerkuppen der rechten Hand spielen. Was mich betrifft, habe ich immer meine Nägel benutzt. Nichtsdestoweniger entschloss ich mich, meinen Daumennagel abzuschneiden, nachdem ich meinen Freund Sor spielen hörte, und ich beglückwünschte mich, seinem Beispiel gefolgt zu sein. Der Impuls der Daumenkuppe für die Bässe erzeugt einen vollen und angenehmen Ton. Für den Zeige- und Mittelfinger behalte ich die Nägel bei. Meine lange Erfahrung dürfte mich berechtigen, meine Meinung zu dieser Frage darzulegen. Mit den Fingernägeln erzielen wir auf der Gitarre eine Farbe, die sich weder mit dem Klang der Harfe noch mit dem der Mandoline vergleichen lässt. Meines Erachtens ist die Gitarre mit einem Charakter gekennzeichnet, der sie von anderen Instrumenten unterscheidet: sie ist süß, harmonisch, pathetisch, manchmal majestätisch. Sie hat nicht Zugang zur Erhabenheit der Harfe oder des Klaviers. Ihre zarte Anmut und ihre Vielfalt an Klangmodulationen machen sie hingegen zu einem Instrument voll von Geheimnissen. Aus diesem Grunde halte ich es für wünschenswert, die Saiten mit den Nägeln anzuschlagen. Sie erzeugen einen klaren, metallischen, mannigfaltigen Ton voll Zartheit, mit Licht und Schatten...“.
Die grundsätzliche Veränderung im Gitarrenbau, die neue Anschlagtechnik, all das hatte zur Folge, dass sich auch Veränderungen auf die Sitzposition und die Instrumentenhaltung auswirkten. Auch das wurde in den Lehrwerken, neben Aguado auch Carulli (Paris 1810) und Sor (Paris/Bonn 1830), ausführlich abgehandelt. Auch mussten die Gitarristen die neue Gitarrennotation, die erst kurz zuvor eingeführt worden war, lernen.
Was die Haltung der Gitarre angeht, so empfahl Aguado ein Stativ (Tripodison oder Tripode, später auch Tripedisono genannt) zur Arretierung des Instruments, um eine entsprechende Haltung des Instruments zu ermöglichen. Diese Art, die Gitarre abzustützen, hat sich nicht durchsetzen können. Fernando Sor hatte übrigens seine Gitarre mit der linken Zargenkante auf eine Tischkante gestützt. Fußbänkchen, wie wir sie heute kennen, die das linke Bein hochstellen, gab es damals noch nicht.

## Werke (Auswahl)

### Lehrwerke
- Collección de Estudios para Guitarra. Madrid 1819 (verschollen).
  - Neuausgabe: Studien für die Gitarre von Dionisio Aguado. Hrsg. von Bruno Henze, Schlesinger’sche Buch- und Musikhandlung, Robert Lienau, Berlin-Lichterfelde 1926.[10]
  - Neuausgabe: Dionisio Aguado, 24 Etüden. Hrsg. von Hans Michael Koch. Schott, Mainz (= Gitarren-Archiv. Band 62).
- Escuela de Guitarra. Madrid 1825; 2. Aufl. Paris 1826
- Méthode complète pour la Guitare. Hrsg. von François de Fossa. Paris 1826.
- Nouvelle Méthode de Guitare, op. 6. Paris 1834.
- Nuevo Método para Guitarra. Madrid 1843. (PDF) (Memento vom 18. Mai 2012 im Internet Archive)

### Notenausgaben
- Tres Rondos brillantes. Madrid 1822.
- Seis Valses de Guitarra dedicados a Da. Luisa Gomez Melon. (PDF) (Memento vom 12. Mai 2012 im Internet Archive)
- Colección de Andantes, Valses y Minuetos.
- Variaciones brillantes.
- Fandango con Variaciones. Paris
- Quatro piezas des estudios. Paris
- Les deux amis. für zwei Gitarren

### Werke mit Opuszahl
- Douze valses pour guitare seule [Zwölf Walzer für Gitarre solo] op. 1 OCLC 472367039 (Digitalisat beim IMSLP)
- Trois rondo brillantes pour guitare seule op. 2 OCLC 1228765799 (Digitalisat beim IMSLP)
- Huit Petites Pièces pour guitare seule [Acht kleine Stücke für Gitarre solo] op. 3 OCLC 843194344 (Digitalisat beim IMSLP)
- Six petites pièces pour guitare seule [Sechs kleine Stücke für Gitarre solo] op. 4 OCLC 1053819088 (Digitalisat beim IMSLP)
- 4 Andantes and Waltzes op. 5 (Digitalisat beim IMSLP)
- Nuevo método de guitarra op. 6 OCLC 999610355
- Valses faciles für Gitarre op. 7 OCLC 843194356 (Digitalisat beim IMSLP)
- Contre danses et valses faciles composées et dédiées aux commençants op. 8 OCLC 843194328 (Digitalisat beim IMSLP)
- Contredanses non difficiles pour Guitar  op. 9 OCLC 1280531012
- Exercices faciles et très utiles pour guitare [Leichte und sehr nützliche Übungen für Gitarre] op. 10 OCLC 843194332 (Digitalisat beim IMSLP)
- Les Favorites. Huit contredanses pour guitare op. 11 OCLC 1061943965 (Digitalisat beim IMSLP)
- Six menuets & six valses pour guitare [Sechs Menuette und sechs Walzrt für Gitarre] op. 12 OCLC 1280900961 (Digitalisat beim IMSLP)
- Morceaux agréables non difficiles pour guitare op. 13 OCLC 843194342 (Digitalisat beim IMSLP)
- 10 petites pieces non difficiles [10 kleine nicht schwierige Stücke] op. 14 OCLC 472125060  (Digitalisat beim IMSLP)
- Le menuet affandangado op. 15 (Digitalisat beim IMSLP)
- Fandango variado op. 16 (Digitalisat beim IMSLP)